# Innocent World
Innocent World è un brano musicale del gruppo musicale giapponese Mr. Children, pubblicato come loro quinto singolo il 1º giugno 1994, ed incluso nell'album Atomic Heart. Il singolo ha raggiunto la prima posizione della classifica Oricon dei singoli più venduti in Giappone, vendendo 1 935 830 copie.

## Tracce
CD Singolo TFDC-28025
1. innocent world
2. my confidence song
3. innocent world (Instrumental Version)

## Classifiche
| Classifica (1994) | Posizione più alta |
| ----------------- | ------------------ |
| Giappone (Oricon) | 1                  |